# Platocera nigrifrons
Platocera nigrifrons är en insektsart som beskrevs av Frederick Arthur Godfrey Muir 1913. Platocera nigrifrons ingår i släktet Platocera och familjen Derbidae. Inga underarter finns listade i Catalogue of Life.